# Сапогово (Волынская область)
Сапогово (укр. Сапогове) — село в Луцкой городской общине Луцкого района Волынской области Украины.
До 2020 года входило в Киверцовский район.
Код КОАТУУ — 0721885804. Население по переписи 2001 года составляет 195 человек. Почтовый индекс — 45200. Телефонный код — 3365. Занимает площадь 0,331 км².